# Starý Láz
Starý Láz je malá vesnice, část města Nýrsko v okrese Klatovy v Plzeňském kraji. Nachází se asi tři kilometry severovýchodně od Nýrska. Prochází zde silnice II/191. Je zde evidováno 15 adres. V roce 2011 zde trvale žilo 31 obyvatel.
Starý Láz je také název katastrálního území o rozloze 2,63 km².

## Historie
První písemná zmínka o vesnici pochází z roku 1450.

## Obyvatelstvo
| Rok            | 1869 | 1880 | 1890 | 1900 | 1910 | 1921 | 1930 | 1950 | 1961 | 1970 | 1980 | 1991 | 2001 | 2011 | 2021 |
| -------------- | ---- | ---- | ---- | ---- | ---- | ---- | ---- | ---- | ---- | ---- | ---- | ---- | ---- | ---- | ---- |
| Počet obyvatel | 137  | 133  | 148  | 125  | 135  | 138  | 120  | 59   | 47   | 45   | 49   | 28   | 32   | 31   | 39   |
| Počet domů     | 21   | 23   | 23   | 23   | 22   | 21   | 20   | 18   | 18   | 11   | 9    | 10   | 12   | 13   | 14   |

## Obecní správa
Při sčítání lidu v letech 1850–1929 Starý Láz byl osadou obce Hodousice v okrese Klatovy. V letech 1930–1960 byla samostatnou obcí v okrese Klatovy. V letech 1961–1975 byl částí obce Bystřice nad Úhlavou v okrese Klatovy. Od 1. ledna 1976 je částí města Nýrsko v okrese Klatovy.